# Jan en Randoald
Jan Wouter Hespeel (3 juni 1972) en Randoald Sabbe (9 mei 1973), samen bekend als Jan en Randoald, zijn een Belgisch duo grafisch ontwerpers, illustratoren en meubelontwerpers.
Ze werken vooral voor culturele instellingen zoals Museum M in Leuven, de LUCA School of arts, het Antwerpse MAS (Museum aan de Stroom), het STAM/Stadsmuseum Gent, De Bijloke Concertzaal, het kunstencentrum De Werf Brugge, Theater Artemis en modeontwerpster Veronique Branquinho.
Jan en Randoald mochten reeds tweemaal (in 2008 en 2012) de ‘Provinciale Prijs voor Vormgeving’ van de Provincie West-Vlaanderen in ontvangst nemen. Met hun afficheontwerp voor De Werf werden ze laureaat van de wedstrijd Culturele Affiche 2008.
Ze werden verschillende keren uitgenodigd om hun werk te tonen (of over hun werk te spreken) op het Festival International de l'Affiche et du Graphisme van Chaumont. Sinds 2012 zijn ze gastdocent aan de Otis School of Art and Design in Los Angeles.

## Biografie
Na twee jaar hogere studies Lichamelijke Opvoeding kon Randoald Sabbe zijn ouders overtuigen om een creatieve richting uit te gaan. Hij ging grafisch ontwerp studeren aan Sint-Lucas Gent, waar Jan Hespeel op hetzelfde ogenblik de richting vrije grafiek volgde. Tijdens hun studies hadden ze nauwelijks contact met elkaar.
In 1997 begonnen zowel Jan Hespeel als Randoald Sabbe les te geven aan hun vroegere school. Al snel was er een bepaalde synergie tussen de beide docenten. In 2004 begonnen ze nauwer samen te werken. Hun studio kreeg de naam "Jan en Randoald".

## Werk

### Antwerpse Musea
Het allereerste werk van het duo was de huisstijl voor de Antwerpse musea, waarin elk museum een individuele identiteit kreeg. Bij de huisstijl hoorde ook een booklet voor de museumbezoekers, waarin ze bij elke ingang een door Jan en Randoald ontworpen stempel konden laten plaatsen.

### De Bijloke Concertzaal
Voor De Bijloke Concertzaal, een concertlocatie voor klassieke muziek in Gent, wilden de ontwerpers klassieke muziek op een nieuwe manier presenteren. Het ontwerp moest niet alleen de traditionele liefhebbers van klassieke muziek, maar ook een jonger publiek aantrekken. Daarom verzamelden ze tal van schilden van voetbalclubs uit verschillende landen. Binnen de huisstijl kreeg elke componist een eigen ‘schildje’ of badge.

### Verzamelen
In hun ontwerpen vertrekken ze vaak vanuit verzamelingen. “We zijn allebei verzamelaars, vooral van materiaal online”, zegt Sabbe. “Eigenlijk zijn we als strandjutters, maar dan op het web. En met dat materiaal maken we dan nieuw werk.”

### Posters
- De Werf
- LUCA School Of Arts
- Week van de Amateurkunsten
- Festival International de l’affiche et du Graphisme
- Tentoonstelling: De Wandelende Jood
- Tentoonstelling: 10jaar NUCLEO De Connectie
- Playground: Kunstenfestival Leuven
- Biennial International Art & Design conference, Antwerp
- Tentoonstelling: Formes de l'Affiche
- Tentoonstelling: ZIEK: Tussen lichaam en geest

### Publicaties
- Work and Thoughts - Vol. 1 - 7
- Graphic Mic Mac 1: Jan en Randoald 2004 - 2018
- Graphic Mic Mac 2: Jan en Randoald 2008 - 2012
- An Exercise in collecting